# Nach Pout' (journal)
Pour les articles homonymes, voir Pout (homonymie).
Nach Pout' (en russe : Наш Путь, Notre Voie) était un quotidien, fondé par Konstantin Rodzaïevsky, le 3 octobre 1933, qui a été distribué à Harbin (de 1933 à 1941) et à Shanghai (1941-1943).
Il a été publié jusqu'en juillet 1943 et ce journal était l'organe officiel du parti fasciste russe. Ce journal promeut le christianisme orthodoxe, le nationalisme et le fascisme.
Il a été édité par Konstantin Rodzaïevsky de 1933 à 1943 et le tirage quotidien était estimé à 4 000 unités. Il y avait une maison d'édition : "Izdatel'stvo gazety Nash Put’" (russe : «Издательство газеты „Наш Путь“»).